# Giovanni Giorgio IV di Sassonia
Giovanni Giorgio IV di Sassonia (Dresda, 18 ottobre 1668 – Dresda, 27 aprile 1694) fu elettore di Sassonia e membro della casa di Wettin.

## Biografia
Giovanni Giorgio era il figlio maggiore dell'Elettore Giovanni Giorgio III e di Anna Sofia di Danimarca.
Giovanni Giorgio succedette al padre come Elettore alla sua morte, il 12 settembre 1691.
All'inizio del suo regno il suo consigliere più fidato era Hans Adam von Schöning, che lo indirizzò verso un'unione tra Sassonia e Brandeburgo all'insegna di una nuova attitudine di indipendenza dall'imperatore. In accordo con questa proposta, il fatto venne proposto a Leopoldo I che si rifiutò di accettare; e conseguentemente le armate sassoni si contrarono con quelle imperiali, facendo in modo che per risolvere le controversie il consigliere Schöning venisse imprigionato nel luglio 1692. Sebbene Giovanni Giorgio fosse mal consigliato dai propri ministri, l'Imperatore cercò un accordo e raggiunse una stretta alleanza con l'Elettore di Sassonia nel 1693.
A Lipsia, il 17 aprile 1692, Giovanni Giorgio sposò Eleonora Erdmuthe di Sassonia-Eisenach, Margravia di Brandenburgo-Ansbach. Il giovane elettore venne forzato a sposarsi dalla madre, l'Elettrice Anna Sofia, con l'esplicito presupposto di dare eredi legittimi all'elettorato. Per questo motivo il matrimonio di Giovanni Giorgio fu infelice e trovò rifugio nell'amante Maddalena Sibilla di Neidschutz.
L'ultimo Elettore (il padre di Giorgio) aveva tentato di separarli, preoccupato forse per la loro parentela consanguinea — era probabile che Maddalena Sibilla fosse sua figlia e di Ursula Margherita di Haugwitz e quindi sorellastra di G. Giorgio IV—perciò per ordine dell'Elettore, Ursula si sposò con il Colonnello Rodolfo di Neidschutz, che doveva apparire formalmente come il padre della loro figlia.
Probabilmente Giovanni Giorgio non fu mai a conoscenza di questa stretta parentela ed interpretò la volontà del padre come un mal consiglio. Subito dopo aver assunto l'Elettorato, visse apertamente con lei e divenne la "favorita", la sua amante ufficiale.
L'Elettrice Eleonora Erdmuthe, umiliata ogni giorno di più sin dal matrimonio con il marito, venne relegata a Hofe (la residenza ufficiale degli elettori) e Giovanni Giorgio spostò la propria residenza con Maddalena Sibilla in un altro palazzo.
Follemente innamorato dell'amante ed intenzionato a sposarla, Giovanni Giorgio tentò di assassinare la moglie; questo fu evitato solo per intervento del fratello minore, Federico Augusto: quando Giovanni Giorgio tentò di trafiggere Eleonora con una spada, il disarmato Federico riuscì a sviare il colpo a mani nude, il che gli causò un handicap permanente.
Il 20 febbraio 1693 Maddalena Sibilla venne creata Contessa di Rochlitz (Reichgrafïn von Rochlitz) con Decreto Imperiale. Poco tempo prima aveva dato alla luce l'unica figlia della coppia, Guglielmina Maria. Legittimata, il Re e la Regina d'Inghilterra le furono padrino e madrina.
Ma la felicità ebbe breve durata: Maddalena Sibilla contrasse il morbillo e morì il 4 aprile 1694, tra le braccia dell'elettore, che contrasse anch'egli la malattia.
Giovanni Giorgio morì ventitré giorni dopo, il 27 aprile e venne sepolto nella Cattedrale di Freiberg.
Essendo morto senza eredi, venne succeduto come elettore dal fratello Federico Augusto I (Re di Polonia con il nome di Augusto II di Polonia). Il nuovo elettore si prese cura della piccola orfana Guglielmina Maria e la crebbe a corte. Egli la riconobbe come propria nipote e la fece sposare ad un conte polacco.

## Ascendenza
|                                           |                           |                                   | Genitori                                   |  |  | Nonni |  |  | Bisnonni                       |  |  | Trisnonni               |  |
|                                           |                           |                                   |                                            |  |  |       |  |  | Giovanni Giorgio I di Sassonia |  |  | Cristiano I di Sassonia |  |
|                                           |                           |                                   |                                            |  |  |       |  |  | Giovanni Giorgio I di Sassonia |  |  | Cristiano I di Sassonia |  |
|                                           |                           | Sofia di Brandeburgo              |                                            |  |  |       |  |  | Giovanni Giorgio I di Sassonia |  |  |                         |  |
| Giovanni Giorgio II di Sassonia           |                           |                                   |                                            |  |  |       |  |  | Giovanni Giorgio I di Sassonia |  |  |                         |  |
|                                           |                           | Maddalena Sibilla di Hohenzollern | Alberto Federico di Prussia                |  |  |       |  |  |                                |  |  |                         |  |
|                                           |                           | Maddalena Sibilla di Hohenzollern | Alberto Federico di Prussia                |  |  |       |  |  |                                |  |  |                         |  |
|                                           |                           | Maddalena Sibilla di Hohenzollern | Maria Eleonora di Jülich-Kleve-Berg        |  |  |       |  |  |                                |  |  |                         |  |
| Giovanni Giorgio III di Sassonia          |                           | Maddalena Sibilla di Hohenzollern |                                            |  |  |       |  |  |                                |  |  |                         |  |
|                                           |                           | Cristiano di Brandeburgo-Bayreuth | Giovanni Giorgio di Brandeburgo            |  |  |       |  |  |                                |  |  |                         |  |
|                                           |                           | Cristiano di Brandeburgo-Bayreuth | Giovanni Giorgio di Brandeburgo            |  |  |       |  |  |                                |  |  |                         |  |
|                                           |                           | Cristiano di Brandeburgo-Bayreuth | Elisabetta di Anhalt-Zerbst                |  |  |       |  |  |                                |  |  |                         |  |
| Maddalena Sibilla di Brandeburgo-Bayreuth |                           | Cristiano di Brandeburgo-Bayreuth |                                            |  |  |       |  |  |                                |  |  |                         |  |
|                                           |                           | Maria di Hohenzollern             | Alberto Federico di Prussia                |  |  |       |  |  |                                |  |  |                         |  |
|                                           |                           | Maria di Hohenzollern             | Alberto Federico di Prussia                |  |  |       |  |  |                                |  |  |                         |  |
|                                           |                           | Maria di Hohenzollern             | Maria Eleonora di Jülich-Kleve-Berg        |  |  |       |  |  |                                |  |  |                         |  |
| Giovanni Giorgio IV di Sassonia           |                           | Maria di Hohenzollern             |                                            |  |  |       |  |  |                                |  |  |                         |  |
|                                           | Cristiano IV di Danimarca | Federico II di Danimarca          |                                            |  |  |       |  |  |                                |  |  |                         |  |
|                                           | Cristiano IV di Danimarca | Federico II di Danimarca          |                                            |  |  |       |  |  |                                |  |  |                         |  |
|                                           | Cristiano IV di Danimarca | Sofia di Meclemburgo-Güstrow      |                                            |  |  |       |  |  |                                |  |  |                         |  |
| Federico III di Danimarca                 | Cristiano IV di Danimarca |                                   |                                            |  |  |       |  |  |                                |  |  |                         |  |
|                                           |                           | Anna Caterina del Brandeburgo     | Gioacchino Federico di Brandeburgo         |  |  |       |  |  |                                |  |  |                         |  |
|                                           |                           | Anna Caterina del Brandeburgo     | Gioacchino Federico di Brandeburgo         |  |  |       |  |  |                                |  |  |                         |  |
|                                           |                           | Anna Caterina del Brandeburgo     | Caterina di Brandeburgo-Küstrin            |  |  |       |  |  |                                |  |  |                         |  |
| Anna Sofia di Danimarca                   |                           | Anna Caterina del Brandeburgo     |                                            |  |  |       |  |  |                                |  |  |                         |  |
|                                           |                           | Giorgio di Brunswick-Lüneburg     | Guglielmo il Giovane di Brunswick-Lüneburg |  |  |       |  |  |                                |  |  |                         |  |
|                                           |                           | Giorgio di Brunswick-Lüneburg     | Guglielmo il Giovane di Brunswick-Lüneburg |  |  |       |  |  |                                |  |  |                         |  |
|                                           |                           | Giorgio di Brunswick-Lüneburg     | Dorotea di Danimarca                       |  |  |       |  |  |                                |  |  |                         |  |
| Sofia Amalia di Brunswick-Lüneburg        |                           | Giorgio di Brunswick-Lüneburg     |                                            |  |  |       |  |  |                                |  |  |                         |  |
|                                           |                           | Anna Eleonora d'Assia-Darmstadt   | Luigi V d'Assia-Darmstadt                  |  |  |       |  |  |                                |  |  |                         |  |
|                                           |                           | Anna Eleonora d'Assia-Darmstadt   | Luigi V d'Assia-Darmstadt                  |  |  |       |  |  |                                |  |  |                         |  |
|                                           |                           | Anna Eleonora d'Assia-Darmstadt   | Maddalena di Brandeburgo                   |  |  |       |  |  |                                |  |  |                         |  |
|                                           |                           | Anna Eleonora d'Assia-Darmstadt   |                                            |  |  |       |  |  |                                |  |  |                         |  |